# Leonardo Da Vinci (piroscafo 1925)
Il Leonardo Da Vinci è stato un piroscafo misto italiano della classe Cesare Battisti, violatore di blocco durante la seconda guerra mondiale. Dopo la cattura da parte britannica è stato utilizzato come nave ospedale come Empire Clyde e successivamente come RFA Maine.

## Storia

### Il servizio come Leonardo Da Vinci
Costruito tra il 1924 ed il 1925 nei cantieri Ansaldo del Muggiano (numero di cantiere 192), il Leonardo da Vinci era un grosso piroscafo misto da 7432 tonnellate di stazza lorda e 4096 tonnellate di stazza netta. Ordinata nel 1919 dalla Transatlantica Italiana Società Anonima di Navigazione, che lo registrò presso il Compartimento marittimo di Genova (dove aveva sede), il piroscafo faceva parte di una serie di 6 navi inizialmente progettati come piroscafi da carico, ma completati con importanti sistemazioni per passeggeri. La nave era propulsa da 6 gruppi turboriduttori a doppia riduzione prodotti dall'Ansaldo Sampierdarena.
Destinata alle rotte per il Sud America, la nave, dato che non vi era molta richiesta per le tratte del Sud Atlantico, lasciò Napoli per il viaggio inaugurale, con destinazione New York via Palermo e Boston, il 24 maggio 1925. La nave effettuò poi due traversate, la seconda delle quali risultò molto deludente.
Nel novembre 1925 il Leonardo Da Vinci poté compiere il primo viaggio verso il Sud America, ma due mesi prima, nel settembre 1925, il Gruppo Ansaldo era andato in bancarotta ed era collassato: in ciò era rimasta coinvolta anche la Transatlantica Italiana, la cui maggioranza azionaria era detenuta dal gruppo Ansaldo. Il 22 dicembre 1925, pertanto, le azioni della compagnia vennero acquistate dal Credito Italiano, che formò una nuova società, la Compagnia Italiana Transatlantica (CITRA). Dal 1926 al 1929 il Leonardo Da Vinci rimase in disarmo.
Nel dicembre 1929 il piroscafo trasportò a Londra, per un'esposizione alla Burlington House di Piccadilly, un migliaio di opere d'arte italiane (78 provenienti dalla Galleria degli Uffizi di Firenze, 22 dalla Pinacoteca di Brera di Milano, 21 dalle Gallerie dell'Accademia di Venezia, nonché altre da Bergamo, Napoli e Roma) assicurate per un valore complessivo di 14.000.000 di lire, tra le quali la Nascita di Venere del Botticelli, il Cristo Morto del Mantegna, la Crocifissione di Masaccio, La Velata di Raffaello, la Tempesta di Giorgione, il Ritratto di Paolo III, La Bella, Il Giovane Inglese ed il Ritratto votivo della famiglia Vendramin di Tiziano, il Doppio ritratto dei duchi di Urbino e La Flagellazione di Piero della Francesca, le Due dame veneziane del Carpaccio, il Riposo durante la fuga in Egitto di Caravaggio, il Ritratto femminile di Piero del Pollaiolo, il Ritratto di Doge di Tiepolo, i David di Donatello, Michelangelo e Verrocchio e la Madonna col Bambino di Jacopo della Quercia. 
Durante il viaggio, durato nove giorni (il piroscafo salpò da Genova l'11 dicembre e giunse all'East India Dock di Londra il 20), la nave, che navigava scortata dal rimorchiatore militare Teseo, incappò in una tempesta al largo di Cabo Fisterra, ma poté raggiungere la propria destinazione, anche se, subito dopo l'arrivo, non venne inizialmente trovata la chiave per aprire la camera blindata ov'erano state stivate le 500 casse contenenti le opere d'arte. Il 12 aprile 1930 il Leonardo Da Vinci lasciò Londra, riportando in Italia le opere d'arte.
Nel 1934, in seguito a nuovi problemi economici della compagnia, il Leonardo Da Vinci, dopo un periodo di noleggi, fu trasferito alla Tirrenia Flotte Riunite Florio-CITRA.
Il 28 febbraio 1935, durante una tempesta nelle acque di Messina, il piroscafo entrò in collisione, riportando lievi danni, con la grossa motonave mista Viminale, la cui àncora aveva perso presa sul fondale. Nel marzo 1935, in preparazione della guerra d'Etiopia, il Leonardo Da Vinci venne utilizzato come trasporto truppe. Nel febbraio 1936 la nave trasportò in Africa Orientale i gerarchi Galeazzo Ciano, Roberto Farinacci ed Achille Starace. Più avanti, nel corso dello stesso mese, il Leonardo da Vinci trasportò dall'Eritrea a Mogadiscio gli addetti militari di Giappone, Stati Uniti, Austria, Albania ed Ungheria.
Nel corso dello stesso 1936 la nave venne gravemente danneggiata da un violento incendio, necessitando di lavori di ricostruzione, che ne aumentarono la stazza lorda a 7515 tsl e quella netta a 4205 tsn. L'unità fu poi impiegata come trasporto truppe (portando in Africa Orientale anche il Viceré d'Etiopia ed il suo seguito) ed ancora per il trasporto di opere d'arte italiane negli Stati Uniti e nel Regno Unito. 
Nel 1937, in seguito alla riorganizzazione delle compagnie di navigazione italiane verificatasi il 17 dicembre dell'anno precedente, il piroscafo venne acquistato dalla Società Anonima di Navigazione Lloyd Triestino (avente sede a Trieste), che lo iscrisse, con matricola 1306, al Compartimento marittimo di Trieste.
Il 18 maggio 1940 il mercantile lasciò Genova alla vota di Porto Said, dove arrivò il 24 maggio. Passato il canale di Suez, la nave lasciò Suez il 25 ed il 31 maggio arrivò ad Aden, da dove ripartì il giorno stesso. All'ingresso dell'Italia nella seconda guerra mondiale, il 10 giugno 1940, il Leonardo Da Vinci si rifugià a Chisimaio, nella colonia italiana della Somalia, dove stazionò inattivo per circa otto mesi. 

Il Leonardo Da Vinci verso la fine degli anni ’30.

 Nel febbraio 1941, nell'imminenza della caduta della Somalia, il locale comando della Regia Marina dispose la partenza delle navi mercantili giudicate in condizioni idonee ad affrontare la navigazione sino al Madagascar. Le navi avrebbero raggiunto il porto di Diego Suarez, controllato dalle forze della Francia di Vichy, dove sarebbero state al sicuro.
L'11 febbraio 1941, pertanto, il Leonardo Da Vinci partì da Chisimaio così come il piroscafo misto Adria, alla pirocisterna Pensilvania ed ai piroscafi da carico Savoia, Erminia Mazzella e Manon, mentre in un secondo momento partirono anche il piroscafo misto Somalia e la motonave da carico Duca degli Abruzzi, uniche due unità a raggiungere Diego Suarez (secondo altre fonti tutte ed otto le navi partirono nella notte tra il 10 e l'11 febbraio 1941). Poco dopo aver raggiunto il mare aperto, tuttavia, tutte le navi del primo gruppo vennero intercettate e catturate, nonostante tentativi di sabotaggio da parte degli equipaggi, da incrociatori britannici inviati nella zona allo scopo (la «Forza T»). Gli equipaggi italiani vennero internati nei campi di prigionia di Kenya e Sudafrica.
Il Leonardo Da Vinci, in particolare, il giorno successivo la partenza, il 12 febbraio, venne individuato da aerei britannici, pertanto si posero alla sua ricerca le unità della Forza T. Nonostante i tentativi di sabotaggio da parte dell'equipaggio, che pose fuori uso l'apparato motore (che, dopo lunghi e numerosi tentativi di riparazione da parte britannica, sarebbe infine stato rimosso), il piroscafo catturato, a seconda delle fonti, dagli incrociatori pesanti HMS Hawkins o HMS Shropshire. Secondo altre fonti la cattura avvenne non il 12 ma il 14 febbraio, oppure l'11: dopo la cattura, la nave fu condotta in porto, ove l'equipaggio sabotò le macchine.

### Il servizio sotto bandiera britannica
Dopo la cattura, il Leonardo da Vinci, secondo alcune fonti, passò, come preda di guerra, sotto il controllo del Ministry of War Transport, che lo registrò a Mombasa (Kenya), assegnandogli l'United Kingdom Official Number 159356 e dandolo in gestione alla City Line od alla Ellerman Line (Ellerman Group) di Londra, il 14 febbraio 1941. Per altre fonti la nave fu consegnata direttamente alla Ellerman Line. Lo stesso 14 febbraio l'unità ripartì alla volta di Monbasa, ove giunse il 21 aprile 1941, venendovi sottoposta a lavori provvisori di riparazione terminati il 7 ottobre. Ripartita da Mombasa il 7 ottobre, la nave diresse per Bombay, dove giunse il 22 ottobre 1941, e dove venne sottoposta ad ulteriori lavori di grande riparazione, protrattisi sino al 21 settembre 1942.
Il 21 settembre 1942 il Leonardo Da Vinci partì da Bombay al comando del capitano William J. Merchant, arrivando a Durban e venendovi sottoposto ad ulteriori lavori, protrattisi sino al 23 novembre 1942.
Il 23 novembre 1942 il piroscafo lasciò Durban alla volta di Città del Capo, ove subì altri lavori, della durata di alcuni giorni; il 3 dicembre ripartì da Città del Capo diretto a Pernambuco, ove arrivò il 19 del mese. Ripartito il 31 dicembre 1942, il mercantile arrivò a Trinidad il 10 gennaio 1943. Nel mese di gennaio il nome di Leonardo Da Vinci venne eliminato e la nave fu semplicemente denominata Ship 289.
Il 24 gennaio 1943 l'unità lasciò Trinidad insieme al convoglio «TAG 38», arrivando a Guantanamo il 29 gennaio e proseguendo subito, insieme al convoglio «GN 38», alla volta di New York, dove arrivò il 4 febbraio 1943 e subì ulteriori lavori. Lasciata New York il 17 febbraio, la nave arrivò ad Hampton Roads l'indomani, e quindi a Newport News, dove venne privata, tra febbraio e marzo 1943, del proprio apparato motore.
Il 5 marzo la Ship 289 lasciò Hampton Roads a rimorchio ed il 7 marzo arrivò a Baltimora, dove passò sotto il controllo del Ministry of War Transport e fu ribattezzata Empire Clyde e registrata a Londra per la conversione in nave ospedale, a disposizione del British Army e gestita dalla City Line di Londra. Il 27 agosto 1943, terminati i lavori, il piroscafo lasciò Baltimora per New York, dove giunse il giorno seguente.
Il 2 settembre 1943 l'Empire Clyde (che per alcune fonti si chiamava ancora Leonardo Da Vinci) lasciò New York insieme al convoglio «HX 255», composto da 54 navi con una velocità media di 9,47 nodi e diretto a Liverpool, dove giunse il 16 settembre. L'Empire Clyde, tuttavia, si separò dal resto del convoglio, così come altri 6 trasporti veloci e due navi scorta, alle sei di sera del 12 luglio, in posizione 54°31' N e 24°21' O, arrivando nel Firth of Clyde il 15 e raggiungendo poi la vicina Glasgow con un carico di materiali vari. La nave, dopo i lavori di trasformazione in nave ospedale, ripartì dal Clyde solo il 4 aprile 1944, arrivando ad Algeri l'11 aprile e trasferendosi poi a Napoli, da dove ripartì il 16 aprile per Barry, ove giunse il 25 aprile; cinque giorni più tardi il piroscafo lasciò Avonmouth (Bristol) alla volta di Gibilterra, giungendovi l'8 maggio, per poi raggiungere Napoli e da lì ripartire, il 2 giugno 1944, alla volta di Glasgow, ove giunse l'11 del mese. Il 19 ottobre l'Empire Clyde lasciò il Clyde per Gibilterra, giungendovi il 25 ottobre e proseguendo, il 1º novembre, per Bona, ove arrivò due giorni più tardi; il giorno stesso la nave ripartì per Napoli, ove arrivò il 5 novembre, lasciando poi la città partenopea due giorni dopo ed arrivando a Liverpool il 15 novembre. L'unità salpò da Liverpool il 19 del mese e giunse a Napoli il 27 novembre, ripartendone il giorno successivo alla volta di Taranto, dove arrivò il 29, e quindi, il 30 novembre, lasciando anche Taranto, passando lo stretto di Gibilterra il 4 dicembre e giungendo a Falmouth cinque giorni più tardi. Lo stesso giorno l'Empire Clyde ripartì verso Southampton, dove arrivò il 10 e da dove ripartì il 16, arrivando a Falmouth il 17 e subito ripartendo per Gibilterra, da dove proseguì, il 21 dicembre, alla volta di Napoli, dove giunse alla vigilia di Natale del 1944. Il 26 dicembre l'unità ripartì da Napoli per Algeri, dove arrivò il 28, e da dove, il giorno stesso, proseguì per il Clyde, dove giunse il 3 gennaio 1945.
Il 6 gennaio 1945 la nave lasciò il Clyde, attraversò lo stretto di Gibilterra l'11 ed arrivò ad Algeri il giorno seguente, per ripartire il giorno stesso alla volta di Palermo, dove giunse il 14 gennaio. Lo stesso 14 gennaio la nave lasciò Palermo per Catania, ove arrivò il 15, ripartendo il giorno stesso per Taranto, dove giunse il 16 e da dove ripartì il 2 febbraio 1945 per Salonicco, dove arrivò il 5 febbraio; il 7 febbraio l'Empire Clyde lasciò Salonicco ed arrivò al Pireo il giorno seguente, ripartendone il giorno 10 e tornando a Taranto (12 febbraio), da dove poi si trasferì a Catania, che lasciò il 15 febbraio per Napoli, con arrivo l'indomani; il 19 febbraio 1945 l'unità partì da Napoli per il Firth of Clyde, dove giunse il 26 febbraio.
Nel maggio 1945 l'Empire Clyde venne assegnato alla British Pacific Fleet, per essere utilizzato ancora come nave ospedale, ma non più per l'Esercito, bensì per la Marina. Il 27 luglio 1945, pertanto, la nave lasciò il Clyde per Gibilterra, dove giunse il 1º agosto; il 6 agosto arrivò a Taranto e subito proseguì per Porto Said, ove giunse il 10 agosto, passò il canale di Suez e, l'11 agosto, ripartì da Suez dopo aver imbarcato circa duecento militari neozelandesi, tra feriti ed anche semplici illesi che dovevano rimpatriare. Il 16 agosto la nave arrivò ad Aden e ripartì subito per Colombo, dove giunse il 23, e da dove ripartì il 25 per Fremantle, ove arrivò il 5 settembre 1945. Il 7 settembre l'Empire Clyde lasciò Fremantle per Wellington, in Nuova Zelanda, dove sbarcò 55 dei feriti neozelandesi, e da dove ripartì il 29 settembre, arrivando a Manus il 9 ottobre 1945. L'indomani la nave ospedale salpò da Manus verso Shanghai, da dove il 22 ottobre ripartì alla volta di Hong Kong, dove giunse il 27 del mese. Con la conclusione della guerra il Ministry of War Transport divenne Ministry of Transport.
Dall'ottobre 1945 l'Empire Clyde venne impiegata, per qualche tempo, come nave ospedale stazionaria ad Hong Kong. Il 22 maggio 1946 la nave trasportò ad Hong Kong 576 cinesi rimpatriati da Hainan, tra cui 65 in barella e 511 ammalati, in maggioranza cinesi di Hong Kong deportati ad Hainan durante la guerra ed impiegati come lavoratori forzati. Il 9 luglio 1946 la nave ospedale arrivò a Kure, in Giappone, da dove ripartì due giorni più tardi per Singapore, arrivandovi il 21 luglio e subendo alcuni lavori di riparazione, protrattisi sino al 26 luglio, per ripartire il 30 agosto alla volta di Hong Kong, rientrando però a Singapore l'11 settembre. Il 1º novembre l'unità lasciò Singapore, arrivando a Sydney il 5 dicembre. Il 12 novembre l'Empire Clyde lasciò Sydney con a bordo militari britannici e prigionieri italiani, tutti malati, e due giorni dopo arrivò a Melbourne, da dove ripartì il 17 alla volta di Fremantle, con a bordo prigionieri italiani da rimpatriare. Il 23 dicembre 1946 la nave ospedale arrivò a Perth, dove salirono a bordo membri della Croce Rossa Australiana, portando cibo extra per pazienti ed equipaggio. 
Nel gennaio 1947 la nave venne assegnata alla Royal Fleet Auxiliary come RFA Empire Clyde, imbarcando ulteriori squadre mediche della Royal Navy (altre erano a bordo già dall'inizio del 1945). 
Il 2 gennaio 1947 l'Empire Clyde arrivò a Trincomalee, ripartendo l'indomani alla volta di Colombo, che lasciò il 6 gennaio diretta a Suez, dove giunse il 16 gennaio 1947. Il 17 gennaio la nave, passato il canale di Suez, lasciò Porto Said per Napoli, ed il 23 gennaio si ormeggiò a Malta. Il 14 aprile 1947 l'unità divenne di proprietà dell'Ammiragliato (per altre fonti il cambio di proprietà era avvenuto nel 1945), anche se il trasferimento formale avvenne solo il 25 aprile. Il 6 settembre assunse il comando della nave ospedale il capitano Stanley G. Kent.
Il 1º gennaio 1948 la nave fu ribattezzata RFA Maine, mentre nel 1949 fu posta in riserva a Malta. Dopo lavori di manutenzione, il 19 settembre 1919, la Maine ripartì alla volta di Hong Kong, come stazionaria in Estremo Oriente.
Il 30 ottobre 1949 la Maine rifornì di acqua e medicinali l'incrociatore leggero HMS Belfast, che stava soccorrendo le circa 600 persone a bordo di una nave cinese arenata nelle isole Pratas.
Nel giugno 1950, allo scoppio della guerra di Corea, la Maine, che si trovava a Kōbe, era l'unica nave ospedale disponibile nell'area: messa a disposizione delle forze ONU, il 14 luglio 1950 l'unità giunse a Pusan, nella Corea del Sud, da dove iniziò un servizio di evacuazione e trasporto dei primi feriti tra le truppe statunitensi a Fukuoka, in Giappone. Nei mesi successivi l'unità trasportò 1849 feriti a Fukuoka, curando 2115 militari statunitensi ed effettuando 1006 interventi chirurgici. Tra il 1951 ed il 1952 la nave ospedale operò tra Hong Kong (ov'era di base), Sasebo e Kure, trasportando e curando i feriti ed i malati tra il personale britannico e del Commonwealth. Il 12 gennaio 1951 assunse il comando dell'unità il capitano William W. Peddle.
Il 10 ottobre 1951 la Maine perse un'elica mentre attraversava, diretta verso ovest, lo stretto di Shimonoseki, dovendo essere presa a rimorchio dalla nave salvataggio USS Reclaimer e dal rimorchiatore USS Yuma. Il 1º dicembre 1952, in seguito ad un'esplosione accidentale avvenuta nel porto di Sasebo a bordo del rifornitore USS Ashtabula, nella quale rimase danneggiata anche la nave officina USS Ajax, il personale della Maine s'imbarcò sull'Ashtabula (che aveva avuto due morti, un disperso e nove feriti) e ne curò i feriti. Il 1º febbraio 1953 divenne comandante della nave il capitano Russell G. Edmonds.
Nel corso della guerra di Corea le attrezzature ospedaliere della Maine furono sotto il controllo della capo infermiera (Matron) Joan Woodgate, del Queen Alexandra's Royal Naval Nursing Service. La Maine ricevette la «Korean War battle honour» per il suo servizio nella guerra di Corea, ed il 22 maggio 1953 ricevette la President Unit Citation della Repubblica della Corea del Sud, da parte del presidente della Corea del Sud, per il servizio svolto nel corso del conflitto, dal febbraio 1951 al luglio 1952. Nel corso della guerra di Corea la Maine evacuò complessivamente 13.000 tra feriti e malati.
Il 6 marzo 1954, poco tempo dopo la conclusione della guerra di Corea, il governo annunciò che la Maine sarebbe stata venduta, ed il 26 aprile 1954 la nave terminò la propria attività operativa ad Hong Kong. Radiata e venduta a demolitori locali il 25 maggio 1954 (altre fonti collocano la vendita al 26 aprile), la Maine venne demolita ad Hong Kong nel giugno 1954.